# Leupung Baleu
Leupung Baleu is een bestuurslaag in het regentschap Aceh Besar van de provincie Atjeh, Indonesië. Leupung Baleu telt 389 inwoners (volkstelling 2010).